# Aya z Yopougonu
Aya z Yopougonu (v originále Aya de Yopougon) je francouzský animovaný film z roku 2013, který režírovali Marguerite Abouetovou a Clément Oubrerie podle stejnojmenného komiksu. Snímek měl světovou premiéru na filmovém festivalu City of Lights, City of Angels dne 22. dubna 2013.

## Děj
Film se odehrává v Yopougonu, dělnické čtvrti Abidjanu na Pobřeží slonoviny na konci 70. let. Sleduje romantický a rodinný život skupiny náctiletých dívek. Zatímco Aya se věnuje hlavně studiu, její kamarádky Adjoua a Bintou přemýšlejí hlavně o tom, že si večer vyjdou do “ tanečních barů v naději, že si zajdou s klukem i přes dohled jejich rodin, které se bojí „génitos“ (bezohledných svůdců). Adjoua začíná vztah s mladým mužem Moussou, synem Bonaventury Sissoka, jednoho z nejbohatších mužů v zemi. Ale věci se výrazně zkomplikují, když Adjoua zjistí, že je těhotná.

## Dabing postav
| Aïssa Maïga           | Aya                                                |
| Tella Kpomahou        | Bintou                                             |
| Jacky Ido             | Ignace / Hervé / Moussa / Basile / Sidiki / Arsene |
| Tatiana Rojo          | Adjoua                                             |
| Ériq Ebouaney         | Hyacinthe                                          |
| Atou Ecare            | Simone Sissoko                                     |
| Sabine Pakora         | Koro / Modestine                                   |
| Djedje Apali          | Mamadou                                            |
| Diouc Koma            | John Pololo                                        |
| Binda Ngazolo         | Alphonse / fotograf                                |
| Mokobé                | DJ                                                 |
| Jean-Baptiste Anoumon | Grégoire                                           |
| Claudia Tagbo         | Jeanne / Alphonsine                                |
| Pascal N'Zonzi        | Bonaventure Sissoko                                |
| Corinne Haccandy      | Félicité                                           |
| Emil Abossolo-Mbo     | Koffi / Dieudonné / Gervais, otec Mamadou          |
| Marguerite Abouet     | Fanta / matka Mamadou                              |

## Ocenění
- César: nominace na nejlepší animovaný film